# Biosteres arenarius
Biosteres arenarius är en stekelart som först beskrevs av Stelfox 1959.  Biosteres arenarius ingår i släktet Biosteres och familjen bracksteklar. Inga underarter finns listade.